# Yves Chaudron
 (mai 2011).
Si vous disposez d'ouvrages ou d'articles de référence ou si vous connaissez des sites web de qualité traitant du thème abordé ici, merci de compléter l'article en donnant les références utiles à sa vérifiabilité et en les liant à la section « Notes et références ».
Yves Chaudron est un supposé faussaire français de toiles de maîtres, célèbre pour avoir soi-disant exécuté des copies de La Joconde à l'occasion de son vol en 1911. L'existence de Chaudron n'a jamais été prouvée. Il est sans doute l'invention de Karl Decker, qui, en 1932, dans un article pour le Saturday Evening Post, le fit passer pour une personne réelle. 